# Darkover

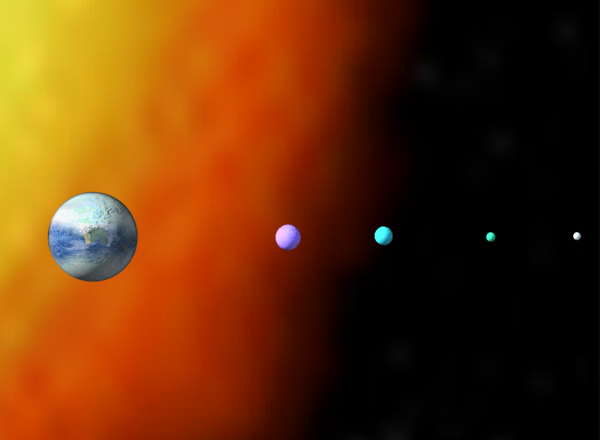
Lunile planetei Darkover

Darkover este o planetă fictivă din seria Darkover de romane și povestiri științifico-fantastice (de fantezie științifică) ale scriitoarei americane Marion Zimmer Bradley (și alții) care au fost publicate începând cu 1958. Conform romanelor, Darkover este singura planetă locuită din sistemul de șapte planete al unei stele fictive gigantă roșie denumită Cottman.
În universul fictiv Darkover, care este considerat cea mai extinsă operă a scriitoarei Bradley și opera vieții sale, telepatia și alte fenomene așa-numite parapsihologice au o importanță centrală. Prima lucrare care are loc pe Darkover este The Planet Savers care a apărut în foileton în Amazing Stories în noiembrie 1958. Cronologic nu este prima povestire, evenimentele din romanul The Planet Savers au loc cu mai mult de 152 de ani înainte de cele din romanul Rediscovery care a apărut abia în 1993.

## Sistem stelar
Bradley a descris steaua Cottman ca o gigantă roșie, în jurul căruia orbitează șapte planete. Cottman IV, cunoscută locuitorilor săi ca Darkover, este singura planetă locuibilă. Cele trei planete interioare și cele două planete exterioare nu sunt locuibile. Cottman V este o planetă de gheață care, deși nu este toxică pentru oameni, nu poate susține în mod natural o populație umană care se autosusține.
La fel ca planeta Cottman V, Darkover este o planetă blocată într-o eră glaciară permanentă. Doar o mică porțiune ecuatorială a continentului său mic  este suficient de caldă pentru a susține agricultura limitată, pescuitul și creșterea animalelor. Similar cu dimensiunea Pământului, Darkover are o greutate mai mică datorită lipsei sale relative de metale; are, de asemenea, un procent mai mare de oxigen în atmosferă. Perioada de rotație a planetei este de 28 de ore. Un an pe Darkover este aproximativ egal cu cincisprezece luni de pe Pământ.

## Vreme și geografie

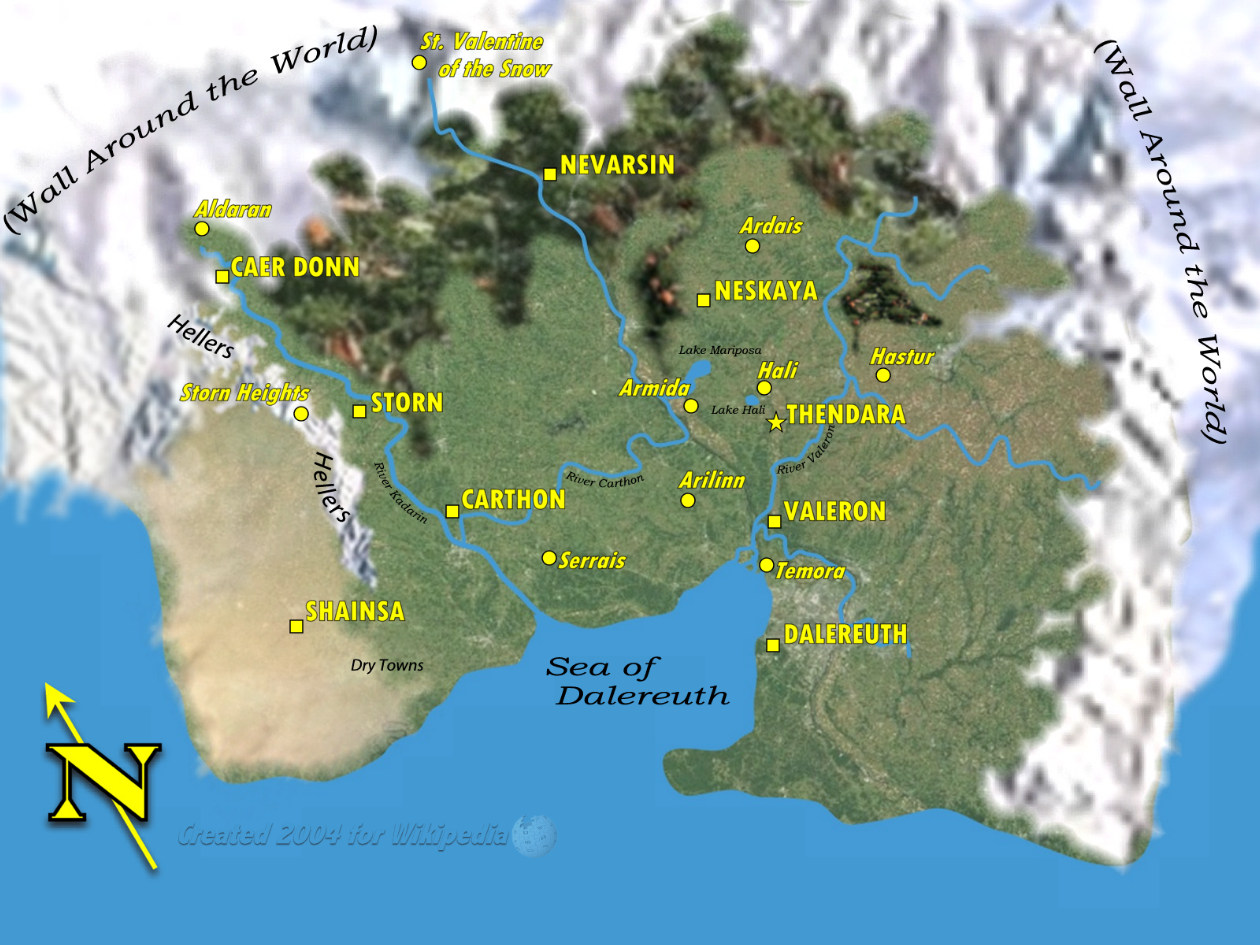
O hartă a zonei locuibile din Darkover care arată așezările majore și formele de relief

Vremea pe  Darkover este afectată de două forțe majore:
- Un imens lanț muntos numit „Zidul din jurul lumii” care atinge o înălțime de 9.000 de metri deasupra nivelului mării. Acest lanț muntos are efectul de răcire al unui al treilea pol și a făcut ca unghiul axei de rotație al planetei Darkover să fie mai mare decât cel al Pământului, ceea ce provoacă o fluctuație extremă între temperaturile de vară și de iarnă în regiunea sa ecuatorială.
- Spre deosebire de Pământ, care are un singur satelit natural, Darkover are patru luni, fiecare cu o culoare diferită, care afectează forțele mareelor și tiparele vremii. Aceste luni sunt Liriel, Kyrrdis, Idriel și Mormallor. Se crede că Mormallor ar fi fost un asteroid trecător care a fost capturat de gravitația planetei Darkover.

Planeta este dominată de ghețari care acoperă cea mai mare parte a suprafeței sale. Zona locuibilă se află la doar câteva grade nord de ecuator. Ghețarii și munții impasibili (Zidul din jurul lumii) împiedică călătoria în afara ținuturilor locuibile. Zona continentală temperată a lui Darkover, care se învecinează cu apa oceanului planetei, este totuși supusă vremii severe de iarnă, iar o zi caldă de vară este rară.
Porțiunea temperată a continentului este dominată de păduri veșnic verzi care cresc la poalele muntelui. Acești copaci conțin o rășină inflamabilă care contribuie la frecvente incendii de pădure în lunile mai calde. Mai departe, la sud-vest de păduri se află zonele muntoase Darkover, câmpiile, mlaștinile sărate și văile râurilor arabile. Pe partea extrem de vestică a continentului se află un alt lanț muntos numit „Hellers” și un platou deșertic, de înaltă înălțime, numit „Orașele uscate” ("The Dry Towns").
Au existat mai multe încercări conflictuale de a realiza o hartă a Darkover-ului. În The Heritage of Hastur (1975) a existat o hartă pe care Bradley a respins-o într-un buletin informativ în 1978, spunând: „Harta din HH era, din fericire, suficient de inexactă pentru a fi ignorată.” În orice caz, nu se potrivește cu harta Speakman care ilustrează acest articol. Încercarea lui Thorsten Renk de a cartografia Darkover pe baza descrierilor călătoriilor furnizate în mai multe cărți (începând cu Darkover Landfall și terminând cu The Heritage of Hastur) a produs o a treia hartă care nu se potrivește cu celelalte. Renk este probabil corect atunci când spune că Bradley pare să aibă un model mental atunci când scrie, dar nu o hartă în sensul obișnuit.
Unele orașe sau locuri de pe hartă sunt asociate cu cele șapte Domenii: Hastur cu Hasturs; Armida cu Altons; Ardais cu Ardais; Serrais cu Ridenow; iar Aldaran cu Aldarans. În Traitor's Sun, capitolul 3, Domeniul Elhalyn este descris ca întinzându-se „de la partea de vest a lacului Hali până la Marea Dalereuth”; dar acest lucru nu apare pe hartă, nici domeniul Aillard. Alte nume de pe hartă sunt Turnuri: Hali, unde Turnul a fost distrus, au rămas doar rămășițele dărâmate și o capelă mică, Rhu Fead; Arilinn; Dalereuth; și Neskaya. Thendara este locul unde se află Castelul Comyn și Turnul său, care a fost distrus în Exile's Song, precum și principalul aeroport spațial teran și birourile administrative. Un alt port spațial al tereștrilor se află la Caer Donn. Nevarsin este un refugiu și un centru de învățare administrat de călugării ordinului Sf. Valentin al Zăpezilor, o mănăstire fondată de părintele Valentine în urma unui eveniment tragic din Darkover Landfall. Storn este un castel (situat pe Storn Heights), iar familia Storn era importantă în Stormqueen! și The Winds of Darkover. Shainsa este capitala Orașelor Uscate (Dry Towns) și apare semnificativ în The Shattered Chain. Numele Neskaya este derivat din „New Skye”, prima așezare, în apropierea locului în care s-a prăbușit nava colonizatoare terană originală.

## Geologie
Planeta Darkover este săracă în metale. Aurul și argintul sunt cunoscute, dar nu în orice cantitate, iar cel mai valoros metal este cuprul. Femeile înstărite au „cleme de fluture” pentru păr din cupru; femeile mai sărace trebuie să se mulțumească cu ceva modelat din piele și lemn. Fierul este mai frecvent, dar foarte valoros, deoarece este folosit pentru săbii și potcoave. În City of Sorcery, capitolul 1, un bărbat își închide taraba din piață, iar povestitorul fără nume, o femeie terană îmbrăcată în haine Darkovane, crede că este prosper, pentru că „își poate permite o încuietoare metalică terană”. Din moment ce unii bărbați poartă săbii, iar majoritatea bărbaților și multe femei poartă cuțite, probabil din fier, acest lucru pare a fi oarecum contradictoriu. Poate că măiestria și tehnologia terestră, nu metalul, fac ca încuietoarea să fie valoroasă.
În The Bloody Sun, capitolul 9, muncitorii matriciali de la Ariliin sunt de acord să facă un studiu geologic folosindu-și puterile, pentru a preveni un studiu care altfel ar fi făcut de terani. Ei urmează să caute „staniu, cupru, argint, fier, tungsten” și „combustibili, sulf, hidrocarburi, substanțe chimice [.]” Scopul este de a preveni răspândirea teranilor și a „mașinilor infernale” ale lor pe Darkover. Ei reușesc să localizeze zăcăminte minerale și să le marcheze pe hărți (în mod ironic, hărți create cu ajutorul studiilor terane), dar misiunea, la început reușită, este abandonată.
Cel mai important mineral de pe Darkover este piatra matricială (matrix stone) sau piatra stelară (starstone), o bijuterie pe care primii coloniști o descoperă în Darkover Landfall. Are o culoare albastru intens, iar cele mari sunt rare. Compoziția sa nu este cunoscută de nimeni și, de fapt, unii consideră că este o formă de viață. Această bijuterie oferă un accent și o modalitate de mărire a laranului (telepatie).

## Specii native simțitoare
Există mai multe specii native simțitoare pe Darkover: Catmen (Oameni pisici); Chieri; Cralmac; Forge-Folk; Kyrri; Trailmen; Ya-men.
Lumea fictivă a lui Bradley este populată cu o specie inteligentă, Chieri, deja străveche și în declin atunci când sosesc coloniștii umani. Pe măsură ce seria s-a dezvoltat, ea a introdus alte trei specii native savante - Trailmen, Forge-Folk și Catmen - precum și două specii simțitoare modificate genetic - Cralmac și Kyrri. O specie suplimentară este de asemenea menționată frecvent, Ya-men, dar Bradley lasă ambiguu răspunsul la întrebarea dacă aceste creaturi sunt sau nu simțitoare.
Catmen
Catmen sunt principalii antagoniști din The Spell Sword și apar într-o serie de povestiri. În The Spell Sword, Bradley îi descrie ca purtând săbii scurte, curbate, capabile să coordoneze atacuri împotriva oamenilor și capabili să folosească laran și pietre stelare. Aceștia au apărut, de asemenea, pe larg, în mai multe povestiri, inclusiv cea a lui David Heydt, „I'm a Big Cat Now” care a apărut în antologia Towers of Darkover; în povestirea scrisă de Linda Frankel și Paula Crunk, „Blood Hunt” care a apărut în antologia The Other Side of the Mirror și în povestirea scrisă de Judith Sampson, „To Serve Kihar” care a apărut în antologia Domains of Darkover.
Chieri

Coperta ed. din 1972 a romanului Darkover Landfall, © DAW Books - pe care apare un Chieri în centru și doi Kyrri în dreapta jos.

Chieri sunt o rasă de umanoizi telepatici înalți, cu șase degete, care nu au un sex permanent. Extrem de longevivi, cu durate de viață care ajung până la zeci de mii de ani, sunt descriși ca fiind cu ochi gri sau aurii și cu părul lung, alb-argintiu. Își schimbă sexul dacă situația se justifică în scopuri de împerechere. The World Wreckers îi descrie ca fiind ultimele rămășițe muribunde ale unui popor care a călătorit prin spațiu, ale cărui abilități s-au micșorat odată cu fertilitatea și ambiția lor.
Chieri și oamenii sunt similari biologic și sunt capabili să se încrucișeze. Hibrizii rezultați prezintă unele dintre caracteristicile Chieri de colorare și fiziologie. Au, de asemenea, daruri psihice, iar descendenții lor devin Comyn. În Star of Danger, Chieri care îi ajută Kennard Alton și Larry Montray, le spune că Chieri au strămoși comuni cu Trailmen și cu Kyrri, deși nu cu teranii.
Chieri apar în mod proeminent în romanele The World Wreckers, The Planet Savers, Star of Danger; de asemenea există personaje de lungă durată, pe jumătate umane/pe jumătate Chieri, Robert Kadarin și Thyra Scott, care apar în The Heritage of Hastur și Sharra’s Exile.
Cralmac
Cralmac sunt ființe semi-inteligente, crescute artificial de oameni în timpul Epocii Haosului (Ages of Chaos), pe baza rasei Trailmen modificată cu ADN uman. În romanele Darkovan, apar de obicei ca slujitori ai laranzu'in care lucrează în turnuri, cu explicația că a lor este singura atingere pe care o pot suporta oamenii în starea hipersensibilă a lucrătorului matricial.
Cralmac apare în mod proeminent în povestirea „Victory's Cost” din antologia Towers of Darkover, povestire scrisă de Patricia B. Cirone.
Forge-Folk
Forge-Folk nu sunt foarte bine descriși, deși se pare că au aproximativ aceeași înălțime și construcție ca Trailmen. The Darkover Concordance, de Walter Breen, îi descrie ca o încrucișare între oameni și non-oameni, care vorbesc o variantă veche a dialectului Hellers. Sunt principalii mineri și lucrători ai metalelor din Darkover. Forge Folk se închină matricei Sharra și par a fi singurele creaturi de pe Darkover capabile să manipuleze Sharra (armă antică matricială) fără a provoca catastrofe.
Forge-Folk apar în mod proeminent în finalul romanului The Winds of Darkover și sunt menționați în mai multe dintre poveștile despre Sharra.
Kyrri
Kyrri sunt bipede umanoide cu blană gri sau argintie, fețe ca de maimuțe și ochi verzi (sau întunecați) strălucitori. Poate că sunt rezultatul ingineriei genetice în timpul Epocii Haosului sau pot fi o specie nativă din preistoria Darkover-ului. În Sharra's Exile, cartea a doua, capitolul 5, Regis Hastur speculează că nici măcar muncitorii din turn nu cunosc originile Kyrri.
Kyrri generează un câmp bioelectric și uneori provoacă șocuri electrice dureroase, dar neletale, atunci când sunt excitați sau amenințați. Kyrri apar în The Bloody Sun, Star of Danger și The Sword of Aldones, precum și în Sharra's Exile, înlocuitoarea cărții din urmă. Sunt folosiți în primul rând ca slujitori în Turnuri, deoarece pot trece prin barierele prin care oamenii non-telepatici nu pot. În The Bloody Sun, unul este un slujitor în casa Alton din Thendara. Deși Kyrri pot înțelege vorbirea umană, ei nu vorbesc, iar în Sharra's Exile, Regis Hastur se întreabă cum va fi transmis mesajul pe care l-a dat.
Trailmen
Trailmen (Oamenii potecii) sunt descriși ca erbivori sociali care locuiesc în comunități de arbori și trăiesc în clanuri familiale extinse. Femelele neatasate formează bande de ronini care rătăcesc prin păduri atacând călătorii. Acești oameni Trailmen provoacă transmiterea între specii a unei boli ciclice de 48 de ani cunoscută sub numele de Febra Trailmen, care este ușoară la Trailmen și adesea fatală la om. Chieri îi numesc pe Trailmen cu un cuvânt care înseamnă „Frații mici care nu sunt înțelepți”.
Trailmen apar mai mult în romanele The Planet Savers și Star of Danger, și în povestirea scrisă de „Diana L. Paxson, The Place Between”, din Snows of Darkover.
Ya-men
Ya-men-ii sunt o rasă asemănătoare păsărilor, cu inteligență îndoielnică, care sunt susceptibili la efectele „vânturilor fantomă”.  Deși sunt menționați ca element de fundal în multe dintre cărți, Ya-men-ii sunt un element critic al intrigii în Two to Conquer, The Winds of Darkover și în povestirea scrisă de Cynthia McQuillin, „The Forest” din antologia The Keeper's Price.
În A Darkover Retrospective, Bradley spune: "... habar n-am ce au fost - sau sunt - Ya-Men. Știu doar că sunt foarte teribili într-adevăr, cu pene și unghii și strigăte puternice..." Aceasta este o decizie conștientă; ea crede că monștrii nu trebuie descriși în prea multe detalii, ca să nu se piardă groaza [pe care o provoacă].

## Oamenii
Comyn este termenul folosit pentru membrii aristocrați ai societății Darkover care sunt înzestrați cu abilitățile psihice numite în mod obișnuit laran. Femeile Comyn pot fi denumite Comynara, în special de către Commoners (oameni de rând).
Comyn sunt familiile supraviețuitoare de pe Darkover, care au guvernat în momentul când s-a făcut din nou contact cu Imperiul Terran. În Darkover Landfall se sugerează că aceștia sunt descendenții perechilor om-chieri, care au învățat să folosească pietre matrice native pentru a-și concentra puterile laranice. Cu toate acestea, Comyn au propria lor mitologie, recitată din Ballad of Hastur and Cassilda (Balada lui Hastur și Cassilda): sunt descendenții lui Hastur, fiul lui Aldones, Domnul Luminii, care a căzut pe acest pământ, s-a îndrăgostit de Cassilda și (poate) a devenit muritor. Cassilda i-a născut lui Hastur șapte fii care au fondat cele șapte Domenii de pe Darkover: Hastur, Elhalyn, Alton, Ardais, Aillard, Aldaran, Serrais.
Commoners (oamenii de rând) sunt populația de pe Darkover care nu sunt membri ai unui clan sau ai unei familii Comyn. În general, aceștia sunt descriși ca fiind mai puțin educați decât cominii, muncitori, pricepuți și onorabili, deși unii sunt membri ai bandelor de bandiți. Unii dintre ei sunt destul de bogați, dețin terenuri și au culturi agricole sau cresc animale sau au afaceri de succes, cum ar fi croitorie și confecționare, prelucrarea pielii și alte meșteșuguri, morărit și producerea de brânzeturi etc. Ei își formează propriile consilii și solicită Comyn-ului schimbări de politică sau ajutor.
Renunciates  (Renunțații) - În introducerea la Free Amazons of Darkover, Bradley a scris că Renunciates au devenit „cele mai atractive și controversate dintre creațiile mele”. Ghilda Oath-Bound Renunciates, numiți amazoane libere și com'hi letzii în cărțile anterioare, sunt femei care au renunțat la rolurile tradiționale bazate pe gen de pe Darkover, inclusiv căsătoria, obligațiile față de clan și așteptarea protecției bărbaților. În cărțile ulterioare, expresia „Amazoanele libere” este considerată a fi un nume greșit și jignitor, însă Renunciates sunt toleranți față de cei care folosesc expresia „amazoanele libere” din ignoranță.

## Laran
Laran este cuvântul Darkovan pentru talentul telepatic și talentele asociate acestuia: telekinezie, precogniție, un „al șaselea simț”, empatie, teleportare și altele. Este trăsătura distinctivă a oamenilor din Darkover.
Elizabeth Mackintosh, un personaj din romanul Rediscovery, sugerează că limba Darkovană pare a fi derivată din vechile limbi pământene. Ea propune o bază genetică pentru dezvoltarea laran-ului pe Darkover, menționând că populația inițială a coloniei provenea în mod covârșitor din nord-vestul Europei (zonele muntoase scoțiene, Irlanda și Țara Bascilor), unde credința în abilități supranaturale, cum ar fi a doua vedere era obișnuită, la fel ca și părul roșu.
O bijuterie matricială (matrix jewel) sau „piatră stelară” ("starstone") oferă o focalizare și o modalitate de mărire a laran-ului. În Darkover Landfall, un chieri dă unul iubitei sale umane, astfel încât să o poată apela când este necesar. O piatră matricială poate fi acordată unei singure persoane, care o va purta întotdeauna și nu o poate pierde, deoarece știe întotdeauna unde este. Dacă este îndepărtată cu forța, persoane respectivă poate intra în stare de șoc și poate muri. Așa cum este relatat în The Bloody Sun, o piatră matriceală mică poate fi acordată unei persoane și utilizată ca încuietoare pe o cutie și numai persoana căreia i se acordă piatra matricială va putea deschide cutia.
Majoritatea persoanelor cu laran au o piatră matricială pe care o poartă într-o pungă mică sau săculeț din mătase sau piele, care sunt „izolatori”. De obicei, punga este purtată la gât ca un pandantiv.
În general, cu cât piatra este mai mare, cu atât poate amplifica laran-ul utilizatorului. Pietrele stelare pot fi folosite pentru alimentarea aeronavelor sau pentru a face o persoană invizibilă (The Bloody Sun). Mecanica matricii instruite poate crea un „ecran” prin plasarea mai multor bijuterii în sticlă într-un model pe care îl determină ad-hoc, în funcție de scopul ecranului. Acest lucru poate mări și mai mult puterile telepatice. Un ecran nu poate fi gestionat de un singur utilizator cu matrice. Studiul geologic efectuat în The Bloody Sun este realizat prin realizarea și utilizarea unui astfel de ecran; în Sharra's Exile și Two To Conquer, un ecran este folosit pentru a teleporta o persoană dintr-un alt sistem stelar.
În Sharra's Exile, cartea a doua, capitolul 8, Keeper Ashara explică faptul că mecanica matricii, adică utilizarea științifică a laran-ului amplificat de pietre matriciale, este prima dintre științele non-cauzale.
Turnurile sunt centrele de utilizare a laran-ului și școli pentru cei care învață să-și folosească laranul. O persoană desemnată este întotdeauna de serviciu („în relee”) pentru a face schimb de știri și cereri de ajutor telepatic cu alte Turnuri. Cel puțin o dată, pământenii se întreabă cum de călătoresc știrile atât de repede pe Darkover. Turnurile sunt, în teorie, independente de orice discriminare de castă sau influență politică. Fiecare Turn ar trebui să aibă un Păstrător, o persoană care să dirijeze atât politica Turnului, cât și puterea utilizatorilor laran-ului atunci când se adună împreună pentru a lucra. Păstrătorul lui Arilinn este considerat a doua persoană ca cea mai puternică pe Darkover, după regentul Hastur.
Unul care merge într-un Turn pentru antrenament avansează prin grade de competență: mai întâi Monitor, apoi niveluri de Mecanic. Fiecare grad necesită un jurământ să nu facă rău și să nu abuzeze de laran. În primul rând, un stagiar învață să stabilească „bariere” pentru a împiedica citirea gândurilor sale împotriva voinței sale și pentru a nu „transmite” gândurile și sentimentele sale. Următoarea etapă a antrenamentului implică învățarea modului de citire a propriilor simptome fiziologice, cum ar fi bătăile inimii, respirația și temperatura corpului și (cu permisiune) citirea ale altora. Odată ce stagiarul este priceput în acest sens, el este calificat să „monitorizeze” alți muncitori larani pentru a se asigura că aceștia nu sunt în pericol atunci când lucrează și face Jurământul Monitorului, cu aprobarea membrilor Turnului. O persoană care este considerată incapabilă din punct de vedere moral sau altfel de a lucra cu laran nu va avea voie să depună jurământul și va fi expulzată din turn fără niciun alt antrenament. Se pare că acest lucru i s-a întâmplat lui Dyan Ardais.

## Cultură
Cultura Darkovan în Domenii este în esență feudală.

## Plante
Kireseth este o plantă care produce flori albastre asemănătoare unui clopot care atunci când sunt acoperite cu polen par a fi aurii. Plantele înfloresc când vremea foarte caldă durează mai mult de o zi sau două, un eveniment meteorologic rar pe Darkover. Florile kireseth eliberează cantități mari de polen halucinant, creând ceea ce se numește un „vânt fantomă”. Oamenii și animalele care inhalează polenul au un comportament ciudat, activitate sexuală și violență. 
Coloniștii originali nu aveau cunoștințe despre această plantă sau despre efectele ei. Primul „vânt fantomă” cunoscut a dus la impregnarea unei femei umane de un chieri, la o orgie și un masacru. Mai târziu, Darkovanii au învățat să distileze substanțe din părți ale plantei kireseth, fie pentru a spori capacitatea telepatică, fie pentru a o inhiba.
Arborele de rășină se găsește pe versanții tuturor munților care înconjoară părțile locuite din Darkover până în câmpiile joase. Se pare că este un fel de conifer veșnic verde care formează păduri groase. Vremea uscată și furtunile de vară cu fulgere creează un mare pericol ca aceste păduri să ia foc, pe care Darkovanii le combat în diferite moduri. Incendiile mici sunt stinse de echipe de pompieri; nimeni nu este scutit de această datorie. Este posibil să fie necesară stingerea incendiilor mai mari de către lucrătorii telepatici ai vremii care creează o furtună de ploaie.
Tufa de mirodenii (Spicebush) este o buruiană "țepoasă" care crește în deșertul din apropierea orașelor uscate (Dry-towns), unde nu crește nimic altceva. Cu toate acestea, în The Shattered Chain, capitolul 3, este descrisă ca „pufoasă”.
Rhowyn este un copac cu o floare cu șase petale (apare în Traitor's Sun, capitolul 18). Dă numele celulelor cu șase membri ai Sons of Darkover, o organizație oarecum subversivă. Numele sună ca Rowan, dar floarea este diferită.
Păstăi de fibre (Fiberpods) - o plantă care produce „păstăi” care după ce sunt înmuiate în apă pot fi desfăcute pentru a produce o fibră utilă. Pot exista mai multe tipuri de plante care fac acest lucru pentru a-și proteja semințele de elemente. După cum au descoperit unii coloniști în Darkover Landfall, chieri învârt aceste fibre și creează pânză din ele folosind un război de țesut. Andrea Closson, în The World Wreckers, după ce a găsit o păstaie parțial desfăcută, a început să facă fir din ea, din obișnuință. Trailmen își construiesc orașele din această fibră, înșirând-o între copaci ca un pod suspendat și țesând o podea.
Multe ierburi și legume pământene au fost aduse pe Darkover de către coloniști. Mai multe cărți menționează că în castelele și marile case din Comyn au sere pentru cultivarea legumelor și a plantelor. În The Forbidden Tower, capitolul 7, Damon Ridenow spune că plantele de pe Darkover s-au adaptat prin evoluție să înflorească iarna, dacă există câteva zile calde. Merele cresc în Armida, dar pepenii de gheață nu pot fi cultivați pe câmpiile Armidei, deoarece este prea cald pentru o plantă a ghețarilor. Fasole verde este menționată în Traitor's Sun, capitolul 17.
Floarea de Aur (Goldenflower) se folosește pentru a face un ceai care ușurează crampele menstruale (City of Sorcery, Capitolul 12). Sleepweed este o plantă despre care se presupune că este capabil să adoarmă o persoană timp de zece zile, deși aceasta poate fi o exagerare (Traitor's Sun, capitolul 16). Blackthorn este folosită pentru a face un ceai amar care este folosit pentru a trata boala de altitudine (City of Sorcery, capitolul 19).
Creșterea ciupercilor este frecventă pe dealuri și în munți. Un fel de ciupercă crește în mod natural pe copacii morți; recoltarea necesită doar un cuțit și un sac.

## Animale
Nu este clar dacă animalele domestice provin din stocul adus de coloniștii tereștri sau dacă sunt specii native domesticite. În alternativă, Darkovanii le-ar fi putut obține de la Imperiul Terran după redescoperire. Puii, vitele și ovinele sunt toate menționate, iar porcii pot fi deduși din existența slăninei.
Prezența animalelor asemănătoare celor terestre, precum fluturii și șerpii este inexplicabilă. Nu este clar dacă sunt analogi Darkovan ai speciilor terestre sau sunt specii terestre.

## Legături externe
- Mapping Darkover - an essay about Darkover's geography
- Darkover on TV Tropes